# Bernt Mæland
Bernt Mæland (24 luglio 1958) è un ex calciatore norvegese, di ruolo attaccante.

## Carriera

### Club
Mæland giocò per il Bremnes, prima di trasferirsi al Bryne. Dal 1986 al 1987 fu in forza al Viking. Esordì con questa maglia il 3 maggio 1986, sostituendo Isak Arne Refvik nella sconfitta per 2-0 sul campo del Tromsø. Nel 1988, si trasferì al Varhaug.